# モリー・ハチェット
モリー・ハチェット（Molly Hatchet）は、アメリカのサザン・ロック・バンド。
1971年にギタリストのデイヴ・ルーベックによってフロリダ州ジャクソンビルで結成された。1970年代後半から1980年代中期にかけてサザン・ロック、ハードロック界隈で人気があった。
1978年から1984年にかけてエピック・レコードから6枚のスタジオ・アルバムをリリースし、そのうち『モリー・ハチェット』（1978年）、『フラーティン・ウィズ・ディザスター』（1979年）、『ビーティン・ザ・オッズ』（1980年）はプラチナ・セラーを記録した。
また、ビルボードチャートでも「Flirtin' with Disaster」「The Rambler」「Bloody Reunion」「Satisfied Man」などのヒットがある。
1985年にエピックを離れて以後、さらに8枚のスタジオ・アルバムをリリースしているが、どれも初期のアルバムほどの成功はしておらず、全米チャートにも入っていない。
54年のキャリアを通じて、数多くのメンバーチェンジを経験している。現在のラインナップには、ファースト・アルバムに参加したメンバーは1人もいない（全員故人）。
キーボードのジョン・ガルヴィンは1984年からモリー・ハチェットのメンバーであり（1991年から1994年を除く）、ボビー・イングラムは、1987年に創設メンバーのデイヴ・ルーベックに代わりギターを担当している。デイヴ・ルーベックは18年後に再加入して、2017年に死去するまでバンドと活動を共にした。
その他の現在のメンバーは、ドラマーのショーン・ビーマー、ベーシストのティム・リンゼイ、ボーカルのジミー・エルキンス。

## ディスコグラフィ

### スタジオ・アルバム
- 『モリー・ハチェット』 - Molly Hatchet (1978年)
- 『フラーティン・ウィズ・ディザスター』 - Flirtin' with Disaster (1979年)
- 『ビーティン・ザ・オッズ』 - Beatin' the Odds (1980年)
- Take No Prisoners (1981年)
- No Guts...No Glory (1983年)
- The Deed Is Done (1984年)
- Lightning Strikes Twice (1989年)
- 『デヴィルズ・キャニオン』 - Devil's Canyon (1996年)
- 『サイレント・レイン・オブ・ヒーローズ』 - Silent Reign of Heroes (1998年)
- 『キングダム・オブ・トゥエルヴ』 - Kingdom of XII (2000年)
- Warriors of the Rainbow Bridge (2005年)
- Southern Rock Masters (2008年)
- Justice (2010年)
- Regrinding the Axes (2012年)

### ライブ・アルバム
- Molly Hatchet Live E/P/A Series (1981年)
- 『ダブル・トラブル・ライヴ』 - Double Trouble Live (1985年)
- Live at the Agora Ballroom Atlanta Georgia 1979 (2000年)
- 『ロックド・アンド・ローデッド』 - Locked and Loaded (2003年)
- Greatest Hits Live (2003年)
- Flirtin' with Disaster Live (2007年)
- Live At Rockpalast 1996 (2013年)
- Battleground (2019年)

### コンピレーション・アルバム
- Greatest Hits (1990年)
- Cut to the Bone (1995年)
- Revisited (1996年)
- Super Hits (1998年)
- The Essential Molly Hatchet (2003年)
- 『ベスト・オブ・リレコーデッド〜25th アニヴァーサリー〜』 - 25th Anniversary: Best of Re-Recorded (2003年)
- Greatest Hits II (2011年)
- 『フォール・オブ・ザ・ピースメイカーズ:1980-1985』 - Fall Of The Peacemakers 1980 - 1985 (2018年)

### シングル
- "Flirtin' with Disaster" (1980年)
- "The Rambler" (1981年)
- "Bloody Reunion" (1982年)
- "Power Play" (1982年)
- "Lady Luck" (1982年)
- "Satisfied Man" (1984年)
- "Stone in Your Heart" (1985年)
- "There Goes the Neighborhood" (1989年)